# Robert Passelewe
Robert Passelewe (auch Robert Papelew) († 6. Juni 1252 in Waltham) war ein englischer Geistlicher, der als ranghoher Beamter und zeitweiliges Mitglied der Regierung im Dienst von König Heinrich III. stand. 1244 wurde er zum Bischof von Chichester gewählt, doch die Wahl wurde vom Papst nicht anerkannt.

## Herkunft und Familie
Robert Passelewe entstammte einer Familie der Gentry, vermutlich aus Buckinghamshire. Er hatte zwei Brüder, von denen Hamo zeitweise als Sheriff von Norfolk und Suffolk diente. Sein anderer Bruder Simon diente ebenfalls als königlicher Beamter und Richter. Eine Schwester von ihm heiratete William of Holwell, der zeitweise Sheriff von Hertfordshire war. Deren Sohn wurde ebenfalls Geistlicher, ihm verschaffte Passelewe später eine einträgliche Pfründe.

## Aufstieg als Beamter im Dienst von Peter des Roches
Passelewe trat vor 1214 in den Dienst der englischen Regierung, als er während des Französisch-Englischen Kriegs 1214 nach Flandern gesandt wurde. Dabei wurde er von Bischof Peter des Roches gefördert, der königlicher Justiciar war. Vielleicht bereits 1216, aber sicher vor 1218 stand Passelewe auch im Dienst des päpstlichen Legaten Guala. Nachdem dieser im Dezember 1218 England verlassen hatte, reiste Passelewe häufig nach Rom, um Guala Raten seiner Pension zu überbringen, die ihm aus den Einkünften der englischen Kirche zustand. Als Passelewe dazu im Frühjahr 1222 wieder nach Rom reiste, beauftragte ihn des Roches, Papst Honorius III. zu bitten, den damals fünfzehnjährigen König Heinrich III. für volljährig zu erklären. Vor dem 14. Mai 1223 kehrte Passelewe von einer weiteren Reise nach Rom zurück und konnte des Roches, der damals Mitglied des Regentschaftsrates war, die gewünschte Erklärung des Papstes überbringen. Dies verschärfte den erbitterten Machtkampf zwischen des Roches und dem damaligen Justiciar Hubert de Burgh um die Vorherrschaft im Regentschaftsrat. Der Dienst für des Roches brachte Passelewe schließlich die andauernde Feindschaft von de Burgh ein. Gegen den Wunsch von Erzbischof Stephen Langton und von de Burgh sandten des Roches und andere Gegner de Burghs im Dezember 1223 Passelewe erneut nach Rom, wo er den Papst um Unterstützung gegen die Politik de Burghs bitten und die Entsendung eines päpstlichen Legaten für England beantragen sollte. Der Papst lehnte die Unterstützung der Gegner de Burghs ab, schickte aber seinen Nuntius Otto nach England, um die politische Lage zu untersuchen. In der Folge verlor des Roches fast gänzlich seinen Einfluss im Regentschaftsrat, bis er schließlich England verließ.

## Entlassung als Gefolgsmann von Falkes de Bréauté
Neben seinem Dienst für des Roches hatte Passelewe mindestens seit 1222 im Dienst von Falkes de Bréauté gestanden, einem mächtigen Baron, der aber nach einer gescheiterten Rebellion gegen den König 1224 ins Exil gehen musste. In der Folge wurde auch Passelewes Besitz beschlagnahmt, der ebenfalls England verlassen musste. Passelewe begleitete Falkes nach Rom, wo er den Papst um die Aufhebung der Exkommunikation von Falkes bat. Dazu bat er den Papst, sich dafür einzusetzen, dass Falkes und er in England begnadigt würden. Der Beschwerdebrief, den Falkes dazu dem Papst überreichte, war höchstwahrscheinlich von Passelewe verfasst worden. Während Falkes jedoch im Sommer 1226 in der Verbannung starb, konnte Passelewe durch die Fürsprache von Honorius III. im Frühjahr 1226 seinen Besitz in England zurückerhalten.

## Mitglied der Regierung unter Peter des Roches und erneute Entlassung
Trotz der Rückerstattung seiner Besitzungen blieb Passelewe nach dem Sturz seiner Förderer des Roches und Falkes beim König in Ungnade, da weiterhin Hubert de Burgh weitgehend die englische Politik bestimmte. Erst als Peter des Roches 1232 nach England zurückkehrte und in der Folge de Burgh als Justiciar gestürzt wurde, konnte Passelewe an den Königshof zurückkehren. Des Roches hatte erheblichen Einfluss auf die neue Regierung, und ab Januar 1233 gehörte Passelewe neben Peter de Rivallis und dem neuen Justiciar Stephen of Seagrave zu den wichtigsten Mitgliedern der neuen Regierung. Als Leiter des Exchequer diente er als Vertreter des Treasurers Peter de Rivallis, dazu war er spätestens ab Januar 1233 als oberster Richter für die Besteuerung der Juden in England verantwortlich. Dabei bereicherte sich Passelewe beträchtlich an seinen Ämtern. Ihm wurde die Verwaltung einer Reihe von königlichen Gütern, von denen alleine acht zuvor de Burgh gehört hatten, übertragen. Dazu übernahm er einige einträgliche Vormundschaftsverwaltungen und erpresste von den jüdischen Gemeinden hohe Geldzahlungen. Gegen die Willkürherrschaft der Regierung von des Roches erhob sich schließlich ein breiter Widerstand. Die königlichen Finanzen standen unter der Leitung des überforderten de Rivallis vor dem Zusammenbruch, und in den Welsh Marches kam es unter Führung des Earl of Pembroke zu einer offenen Rebellion gegen die Regierung. Dabei plünderte der Rebell Richard Siward 1234 am 26. April 1234 Swanbourne, das Familiengut von Passelewe in Buckinghamshire und brannte es nieder. Schließlich entließ der König unter dem Druck der Bischöfe auf einer Ratsversammlung in Gloucester im Mai 1234 Passelewe und die anderen Mitglieder der Regierung von des Roches. Als Passelewe in London die Nachricht von seiner Entlassung erhielt, flüchtete er nach dem 26. Mai in das Kirchenasyl des Temple, so dass er es vermeiden konnte, sich direkt vor dem König verantworten zu müssen. Der Großteil der Besitzungen, die er seit 1232 erworben hatte, wurde beschlagnahmt.

## Erneuter Aufstieg als Beamter im Dienst des Königs
1235 bot Passelewe die Zahlung von 600 Mark an, um wieder die Gunst des Königs zu erhalten, und von 1240 bis 1241 beantragte er erneut, in den Dienst der Krone treten zu dürfen. Doch erst im Frühjahr 1242, kurz bevor Heinrich III. im Mai zum Feldzug nach Südwestfrankreich aufbrach, wurde Passelewe zum Sheriff von Hampshire ernannt. Im Frühjahr und Sommer 1242 diente er vermutlich als Vertreter für Jeremy of Caxton als Richter am King’s Bench. Dazu wurde ihm die Überwachung des Neubaus von Westminster Abbey übertragen. In den nächsten acht Jahren stieg er wieder zu einem wichtigen Mitglied der königlichen Regierung auf. Von 1244 bis 1245 organisierte und leitete er eine berüchtigte Überprüfung der königlichen Forsthoheit. Unterstützt von Geoffrey de Langley verhängte Passelewe hohe Geldstrafen und Gebühren gegen Personen, denen er Verletzungen der Grenzen und der Rechte der königlichen Forste vorwarf. Zu seinen Opfern gehörten zahlreiche Forstrichter, darunter auch John de Neville, der als oberster Forstrichter von Südengland abgesetzt und zur Zahlung einer hohen Geldstrafe verurteilt wurde. Ab Februar 1246 diente Passelewe selbst als oberster Forstrichter Südenglands. In diesen Jahren untersuchte Passelewe auch die Vergabe von anderen Ämtern und übernahm mehrmals die einträgliche Verwaltung von vakanten Abteien.

## Wahl und Nichtanerkennung als Bischof von Chichester
Schon im November 1242 erhielt Passelewe eine Pfründe an der Londoner St Paul’s Cathedral, die der König vergeben konnte, da die Diözese London nach dem Tod von Bischof Roger Niger unter königlicher Verwaltung stand. Als die Diözese Chichester nach dem Tod von Bischof Ralph de Neville unter königlicher Verwaltung stand, wurde Passelewe im März 1244 zum Archidiakon von Lewes ernannt. Im April 1244 wurde er vom Kathedralkapitel von Chichester zum Bischof von Chichester gewählt. Als Sheriff und als Forstrichter konnte Passelewe Verbrecher einsperren und auch bestrafen lassen, deshalb galten Geistliche im 13. Jahrhundert für die Ausübung dieser Ämter schon als ungeeignet. Passelewe hatte jedoch anscheinend keine Skrupel, trotz seines Status als Geistlicher seine weltlichen Ämter auszuüben. Zahlreiche reformorientierte Geistliche, darunter Bischof Robert Grosseteste von Lincoln, protestierten gegen die Wahl. Daraufhin beauftragte der erst vor kurzem in England eingetroffene Bonifatius von Savoyen, der neue Erzbischof von Canterbury, Bischof Grosseteste, die theologischen Kenntnisse von Passelewe zu überprüfen. Passelewe bestand diese Prüfung nicht, worauf die Wahl zum Bischof von Papst Innozenz IV. für ungültig erklärt wurde. Stattdessen wurde Richard de Wyche zum Bischof ernannt. Der König war über die Zurückweisung seines Kandidaten sehr verstimmt. Möglicherweise als Entschädigung sollte Passelewe das Amt des Rektors der Kirche St James in Northampton erhalten. Bischof Grosseteste wollte ihm auch dieses einträgliche Amt verwehren, doch diesmal konnte Passelewe Erzbischof Bonifatius überzeugen, ihn trotz der Einwände in das Amt einzusetzen. Im Dezember 1246 erhielt Passelewe dazu eine Pfründe in der damals vakanten Diözese Salisbury.

## Erneute Entlassung aus dem Dienst des Königs und Tod
Erst im Dezember 1249 war er jedoch bereit, sich zum Priester weihen zu lassen, als ihm Hugh of Northwold, Bischof von Ely, die Kirche von Dereham in Norfolk übergeben wollte. Dieses Amt hatte zuvor Jeremy of Caxton innegehabt, und der König wollte die Pfründe seinem Halbbruder Aymer de Lusignan übergeben. Als nun Passelewe die Pfründe erhielt, entließ ihn der erboste König 1249 als Sheriff von Hampshire und im April 1250 wurde er auch als Forstrichter von Geoffrey de Langley abgelöst. Zwar konnte er sich zu Weihnachten 1250 mit dem König aussöhnen, doch sein Dienst für den König war beendet. Der König erlaubte ihm im Oktober 1251, seinen Bruder Hamo als seinen Erben einzusetzen und erließ ihm und Hamo alle Schulden, die aus seinen Ämtern noch offen waren. Er starb in einem nicht genau bezeichneten Waltham, vermutlich dem Ort in Essex.

## Nachwirkung
Passelewe war zwar berüchtigt, doch er gilt als herausragender Verwalter und Richter. Er war mit dem Dichter Henry d’Avranches befreundet, der ein Gedicht für ihn verfasste.